# Крус, Кристобаль
Кристобаль Крус Ривера (исп. Cristóbal Cruz Rivera; род. 19 мая 1977, Арриага) — мексиканский боксёр, представитель полулёгкой весовой категории. Выступал на профессиональном уровне в период 1992—2017 годов, владел титулом чемпиона мира по версии Международной боксёрской федерации (IBF).

## Биография
Кристобаль Крус родился 19 мая 1977 года в муниципалитете Арриага штата Чьяпас, Мексика.
Дебютировал в боксе на профессиональном уровне в январе 1992 года. В течение десяти лет провёл 24 поединка, из которых выиграл 21. Первого серьёзного успеха добился в январе 2002 года, когда завоевал титул чемпиона Континентальной Америки в полулёгкой весовой категории по версии Всемирного боксёрского совета (WBC). Впоследствии боксировал с переменным успехом в Мексике и США, претендовал на многие второстепенные титулы по версиям разных организаций.
Его карьера была на грани краха, когда в 2005—2007 годах из семи проведённых подряд поединков он сумел выиграть только два. Однако затем Крус взял верх над несколькими сильными соперниками и в определённом смысле выправил своё положение, в частности в марте 2008 года он стал обладателем титула чемпиона мира по версии Международной боксёрской организации (IBO), победив по очкам представителя Южной Африки Томаса Машабу (20-1-4).
Благодаря череде удачных выступлений в 2008 году Кристобаль Крус удостоился права оспорить вакантный титул чемпиона мира в полулёгком весе по версии Международной боксёрской федерации (IBF). Противостояние с другим претендентом Орландо Салидо (32-9-2) продлилось все отведённые 12 раундов, в итоге судьи раздельным решением отдали победу Крусу.
Полученный чемпионский пояс Крус защитил три раза. Лишился его в рамках четвёртой защиты в мае 2010 года, когда вновь встретился с Орландо Солидо (34-10-2) — их бой вновь продлился все 12 раундов, однако на сей раз Крус дважды побывал в нокдауне и проиграл единогласным судейским решением.
В дальнейшем Крус неоднократно приглашался на вечера бокса в качестве джорнимена, экзаменовал многих молодых перспективных боксёров, в частности выходил на ринг против таких будущих звёзд как Хуан Карлос Бургос (28-1), Хавьер Фортуна (19-0), Фернандо Монтьель (50-4-2), Эмануэль Лопес (14-3), Джервонта Дэвис (12-0), Морис Хукер (21-0-3) и др.